# Katrin
Katrin ist ein weiblicher Vorname.

## Herkunft und Bedeutung
Katrin ist eine vor allem im deutschen Sprachraum verbreitete Kurzform von Katharina.
Der Name Katrin war in Deutschland von den 1960er Jahren bis in die späten 1980er sehr beliebt und in den TOP-10 der weiblichen Vornamen vertreten. Seit etwa 1998 hat die Beliebtheit des Namens stark nachgelassen.

## Varianten
Catrin, Cathrin, Kathrin, Katrín (isländisch)

## Namensträgerinnen

### Katrin
- Katrin Apel (* 1973), deutsche Biathletin und Skilangläuferin
- Katrín Atladóttir (* 1980), isländische Badmintonspielerin
- Katrin Bauerfeind (* 1982), deutsche Moderatorin
- Katrin Böhning-Gaese (* 1964), deutsche Biologin
- Katrin Dörre-Heinig (* 1961), deutsche Langstreckenläuferin
- Katrin Eder (* 1976), deutsche Politikerin
- Katrin Eigendorf (* 1962), deutsche Fernsehjournalistin
- Katrin Ellermann (* 1972), deutsche Ingenieurwissenschafterin und Universitätsprofessorin
- Katrin Engel (* 1984), österreichische Handballspielerin
- Katrin Fröhlich (* 1968), deutsche Schauspielerin, Synchronsprecherin, Dialogbuchautorin und Synchronregisseurin
- Katrin Göring-Eckardt (* 1966), deutsche Politikerin (Bündnis 90/Die Grünen) und seit 2009 Präses der Synode der Evangelischen Kirche in Deutschland
- Katrin Hiller (* 1973), deutsche Regisseurin
- Katrin Hart (* 1950), deutsche Kabarettistin
- Katrin Hirtl-Stanggaßinger (* 1998), deutsche Skirennläuferin
- Katrin Krabbe (* 1969), deutsche Sprinterin
- Katrin Lang (Sportlerin) (* 1982), österreichische Duathletin und Triathletin
- Katrin Lang (Weinkönigin) (* 1999), deutsche Weinkönigin
- Katrin Lange (* 1942), deutsche Schriftstellerin
- Katrin Langhans (* 1987), deutsche Journalistin
- Katrin Meissner (* 1971), deutsch-australische Klimawissenschaftlerin
- Katrin Meißner (* 1973), deutsche Schwimmerin
- Katrin Müller (Freestyle-Skierin) (* 1989), Schweizer Freestyle-Skierin
- Katrin Cometta-Müller (* 1975), Schweizer Politikerin
- Katrin Müller-Hohenstein (* 1965), deutsche Radio- und Fernsehmoderatorin
- Katrin Müller-Walde (* 1964), deutsche Journalistin
- Katrin Müller-Rottgardt (* 1982), deutsche Para-Leichtathletin
- Katrin Pollitt (* 1966), deutsche Schauspielerin
- Katrin Reemtsma (1958–1997), deutsche Ethnologin und Menschenrechtsaktivistin
- Katrin Sass (* 1956), deutsche Theater-, Film- und Fernsehschauspielerin
- Katrin Schneeberger (* 1967), Schweizer Wirtschaftsgeografin und Bundesamts-Direktorin
- Katrin Seybold (1943–2012), deutsche Filmregisseurin, Drehbuchautorin und Filmproduzentin
- Katrin Sieg (* 1961), deutsche Theaterwissenschaftlerin, Autorin und Hochschullehrerin
- Katrin Šmigun (* 1979), estnische Skilangläuferin
- Katrin Troendle (1967–2025), deutsche Kabarettistin und Sängerin
- Katrin Uhlig (* 1982), deutsche Politikerin (Bündnis 90/Die Grünen)
- Katrin Vogel (* 1996), bekannt als Katja Krasavice, deutsche Webvideoproduzentin und Sängerin

### Kathrin
- Kathrin Lang (Biochemikerin) (* 1979), italienische Biochemikerin und Hochschullehrerin
- Kathrin Lang, zeitweiser Name von Kathrin Hitzer (* 1986), deutsche Biathletin
- Kathrin Lange (* 1969), deutsche Schriftstellerin und Publizistin
- Kathrin Menzinger (* 1988), österreichische Tänzerin
- Kathrin Müller (Orientalistin), deutsche Orientalistin und Autorin
- Kathrin Müller (Kunsthistorikerin) (* 1972), deutsche Kunsthistorikerin
- Kathrin Müller (Triathletin) (* 1984), deutsche Triathletin
- Kathrin Müller (Reiterin) (* 1985), deutsche Springreiterin
- Kathrin Muus (* 1994), deutsche Agrarwissenschaftlerin
- Kathrin Neusser (* 1981), deutsche Schauspielerin, Autorin und Sprecherin

### Cathrin
- Cathrin Kahlweit (* 1959), deutsche Journalistin und Publizistin
- Cathrin Lange (* 1982), deutsche Opernsängerin
- Cathrin Störmer (* 1962), deutsche Schauspielerin
- Cathrin Vaessen (* 1962), deutsche Schauspielerin und Synchronsprecherin.